# 性與法律
性犯罪是指未經雙方同意違反自由意願的性行為及有關的犯罪行為，通常性犯罪會伴隨暴力行為發生，常見的性犯罪有強迫性行為、性騷擾、猥褻及拐賣人口。

## 分類
暴力性犯罪
強姦、強制猥褻、強盗強姦、以猥褻為目的的掠取、誘拐
上述以外的性犯罪
色情目的的竊盜、公然猥褻、兒童買春等

## 最低合法性交年龄
短语“最低合法性交年龄”或“法定强奸”通常不会出现在法规当中，当被用于性行为时，同意年龄是指当事人可以负民事责任的最低年龄限度。这点不应该与成人年龄、无民事责任或最低婚姻年龄相混淆。
同意年龄因司法辖区的不同而不同。中位数大概在16到18岁不等，但是有的法律将年龄规定为9到21岁。有的司法辖区中，同意年龄加入了心理和功能方面， 使得如果受害人的心理年龄过低时，可以计算其顺序计年。
有的司法辖区完全禁止婚外性行为。相对年龄可以因性行为的形式、性参与者、或其它信任关系的不同而不同。有的司法辖区可能准许未成年人彼此发生性关系，而不是在年龄问题上一刀切。触犯法律的惩戒包括初级的行为不检点，如“腐蚀未成年人”、到“违法犯罪”的重刑。

## 法律對婚外性行為的規範
有些司法轄區甚至完全禁止婚外性行為。在這些地方，同意年齡的法律解釋可能因性行為的具體情形、參與者之間的年齡差距，以及彼此之間的信任關係而有所不同。某些司法轄區可能會對未成年人之間的性關係持較為寬容的態度，允許他們在特定條件下彼此進行性行為，而不是簡單地依賴一刀切的年齡限制。

## 法律懲戒與後果
觸犯法律的懲戒措施範圍廣泛，從初級的行為不檢點，如「腐蝕未成年人」，到更為嚴重的法律犯罪行為。法律對於這些違法行為的處罰也依賴於具體情況，包括當事人的年齡、性行為的性質以及情節的嚴重程度。在許多國家，對於涉及未成年人的性犯罪的懲罰通常會更加嚴厲，以保護未成年人免受潛在的傷害。

## 各地法律
台灣
- 性交之定義

中華民國刑法第10條第5款：
“稱性交者，謂非基於正當目的所為之下列性侵入行為：
一、以性器進入他人之性器、肛門或口腔，或使之接合之行為。
二、以性器以外之其他身體部位或器物進入他人之性器、肛門，或使之接合之行為。”
插入女性尿道不為性交。
參見“第十六章 妨害性自主罪”、“第十六章之一 妨害風化罪”、“第十七章 妨害婚姻及家庭罪”。
- 性同意及性自主年齡

中華民國刑法第227條規定，依行為對象年齡之不同，而有不同處罰刑度。由此可見，性同意年齡為滿十四歲，但要滿十六歲以上，方具有性自主能力。
英國
- 《2003年性罪行法令》（Sexual Offences Act 2003）2004年5月1日起實施。

## 联合国毒品和犯罪问题办公室的相关统计

### 2011年性侵罪案较频发的国家
数据来自联合国毒品与犯罪问题办公室对各会员国每10万人口中有警方记录的性侵案例的统计，年份为2011年，括号内的数字为该国在《全球性别差距报告》中的性别平等2011年度得分：
- 莱索托（0.7666）：每10万人88.6宗性侵罪案
- 瑞典（0.8044）：每10万人69.2宗性侵罪案
- 哥斯达黎加（0.7266）：每10万人34.7宗性侵罪案
- 圭亚那（0.7084）：每10万人31.7宗性侵罪案
- 巴哈马（0.7340）：每10万人30.8宗性侵罪案
- 新西兰（0.7810）：每10万人30宗性侵罪案
- 牙买加（0.7028）：每10万人29.6宗性侵罪案
- 巴拿马（0.7042）：每10万人28.8宗性侵罪案
- 美国（0.7412）：每10万人26.6宗性侵罪案

### 2011年性侵罪案较少见的国家
数据来自联合国毒品与犯罪问题办公室对各会员国每10万人口中有警方记录的性侵案例的统计，年份为2011年，括号内的数字为该国在《全球性别差距报告》中的性别平等2011年度得分：
- 亚美尼亚（0.6654）：每10万人0.3宗性侵罪案
- 塞尔维亚（0.7037）：每10万人0.8宗性侵罪案
- 日本（0.6514）：每10万人0.9宗性侵罪案
- 加拿大（0.7407）：每10万人1.6宗性侵罪案
- 匈牙利（0.6642）：每10万人2宗性侵罪案
- 马其顿（0.6966）：每10万人2宗性侵罪案
- 保加利亚（0.6987）：每10万人2.1宗性侵罪案
- 西班牙（0.7580）：每10万人3宗性侵罪案

### 2011年针对儿童的性暴力较频发的国家
数据来自联合国毒品与犯罪问题办公室对各会员国每10万人口中有警方记录的对儿童施加性暴力案例的统计，年份为2011年，括号内的数字为该国在《全球性别差距报告》中的性别平等2011年度得分：
- 瑞典（0.8044）：每10万人76.5宗儿童性暴力罪案
- 智利（0.7030）：每10万人62.4宗儿童性暴力罪案
- 哥斯达黎加（0.7266）：每10万人55.9宗儿童性暴力罪案
- 巴哈马（0.7340）：每10万人50.7宗儿童性暴力罪案
- 新西兰（0.7810）：每10万人43.2宗儿童性暴力罪案
- 比利时（0.7531）：每10万人34.3宗儿童性暴力罪案

### 2011年针对儿童的性暴力较少见的国家
数据来自联合国毒品与犯罪问题办公室对各会员国每10万人口中有警方记录的对儿童施加性暴力案例的统计，年份为2011年，括号内的数字为该国在《全球性别差距报告》中的性别平等2011年度得分：
- 希腊（0.6916）：每10万人0.4宗儿童性暴力罪案
- 亚美尼亚（0.6654）：每10万人1.8宗儿童性暴力罪案
- 西班牙（0.7580）：每10万人2.1宗儿童性暴力罪案
- 意大利（0.6796）：每10万人2.2宗儿童性暴力罪案
- 韩国（0.6281）：每10万人2.2宗儿童性暴力罪案
- 北马其顿（0.6966）：每10万人2.5宗儿童性暴力罪案

## 腳註
1. 1 2  Waites, Matthew. . Palgrave Macmillan. 2005. ISBN 1-4039-2173-3.
2. ↑  .   [2013-06-30]. （原始内容存档于2013-06-05）. [永久] .   [2013-06-30]. （原始内容存档于2013-06-05）.  （页面存档备份，存于） [永久]
3. ↑  .   [2007-10-12]. （原始内容存档于2007-10-12）. [永久] .   [2013-06-30]. （原始内容存档于2013-06-05）.  （页面存档备份，存于）  （页面存档备份，存于）
4. ↑  K, Boehm. . International Journal of Law, Crime and Justice. 2020.
5. ↑  Murray, T. . Youth & Society. 2017.
6. ↑  .   [2016-01-13]. （原始内容存档于2020-04-10）.

## 参看
- 人口贩卖
- LGBT历史年表
- 暴露癖
- 痴漢
- 與未成年人發生性行為的犯罪法規
- 強姦
- 輪姦
- 近親性交
- 通奸
- 非禮